# Biserica Sfântul Spiridon din Iași
Biserica Sfântul Spiridon din Iași a fost construită între anii 1747-1752 și prezintă o compoziție asemănatoare bisericii de la Mănăstirea Frumoasa; se resimt aici influențe din stilul neogotic, dar și influențe rusești. Biserica a servit ca paraclis pentru bolnavii de la Spitalul „Sfântul Spiridon”, primul spital din Moldova, ridicat la jumătatea sec. XVIII.

## Istoric
A fost construită cu sprijinul boierului carturar Ștefan Bosie, căruia i s-au alăturat apoi hatmanul Vasile Ruset si negustorul Anastasie Lipscanul din Corfu. A fost reparată de mai multe ori; în 1804 a fost reconstruită din temelii, apoi au urmat reparațiile din 1862, 1938, 1976, continuate cu cele din 1990, prin strădania preotului paroh Neculai Stoian.
Turnul clopotniței a fost construit în anul 1786, in forma culionului de papură pe care-l purta Sfântul Spiridon. Ctitorii au înființat și spitalul de pe langă biserică, primul din Iași, în anul 1757, sub domnia lui Constantin Racoviță Voievod, cel care a emis hrisovul în acest scop.
În arhitectura bisericii predomină dreptunghiul în toate compartimentele. Interiorul are o navă centrală încadrată de nouă nave laterale de dimensiuni reduse. Pictura murală de pe pandantivele cupolei îi reprezintă pe cei patru evangheliști. Cupola naosului este zugravită cu chipul Domnului Iisus Pantocrator și altarul cu imaginea Sfintei Treimi. Imitația de marmură cu ornamentații din interior datează din anul 1863. 
Pictura catapetesmei a fost realizată, în aceeași perioadă cu biserica, de artistul Eustatie Altini. În 1863 catapeteasma a fost reparată și poleită cu aur prin grija logofatului Dimitrie Ghica. Biserica posedă numeroase valori inestimabile: obiecte de cult din metale prețioase, veșminte arhierești, cărți de cult ferecate în argint aurit și cu reprezentative scene biblice executate în email, donate bisericii de către personalitați care au trecut pragul acestui sfânt lăcaș.

Biserica Sf. Spiridon

## Cișmelele
Lângă turnul clopotniței se află cele doua cișmele cu inscripții în limbile turcă, greacă și română, care atestă faptul că în anul 1765, în timpul domniei lui Grigore Alexandru Ghica al III-lea (ucis de turci în anul 1777), a fost adusă apa în oraș prin olane de lut ars.
Cartușele ovale au următoarele inscripții în limba turcă:
- în partea stângă: “Sub domnia lui Ghica bey, fiu al lui Alexandru binefăcător, care a stăpânit cu dreptate, a izvorât în Moldova această apă ce curge  limpede și curată”[5]

- în partea dreaptă: “Acei cărora le este sete se mulțumesc văzând această cișmea cu două țevi, din care curge apa ca și din cei doi ochi ai unui iubit și vor pomeni că Grigore bey a făcut fericit orașul Iași aducându-i această apă dulce ca mierea, 1765 ”[5].

Inscripția aflată pe cele două laturi ale turnului scrisă în limbile slavonă, greacă și arabă.
„Io Gr. Ghica Vv.
Fântâna lui Silvam, scăldătoarea lui Solomon
Pâraiele făcătorului de minuni Spiridon
Izvorăsc sănătate într-a bolnavilor lăcașu
Desfătare, viață tuturor în Iașu
Al triilea Grigorie Alexandru Ghica dăruiește
Și către toți de obștie darul de înmulțește
Însetaților, vedeți, să dobândiți viața apelor.
Întru alu doilea anu alu Domnii Sale; leat: 1765 iulie 20”

## Fotogalerie

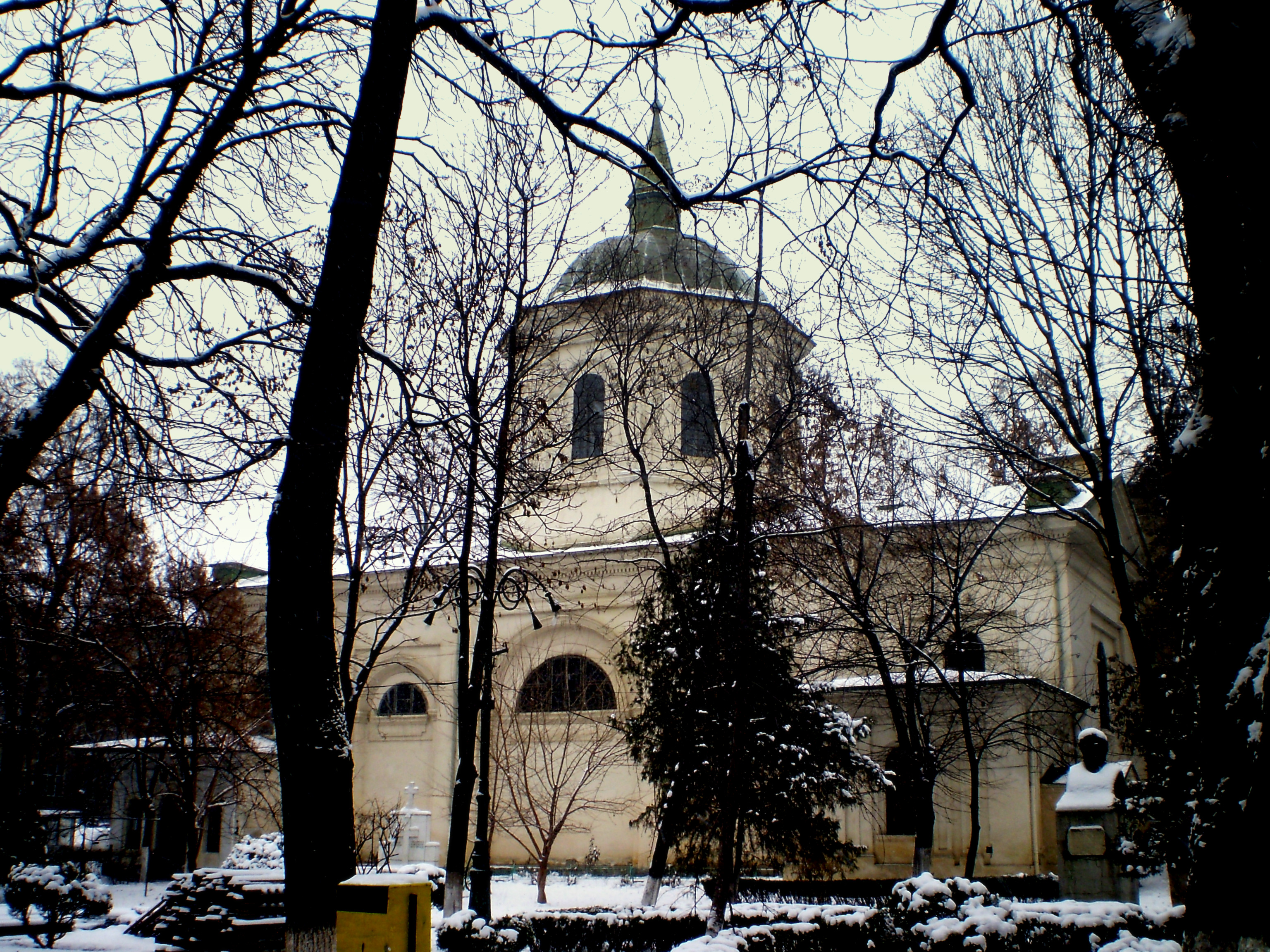
Iaşi, Biserica Sf. Spiridon
Biserica Sf. Spiridon
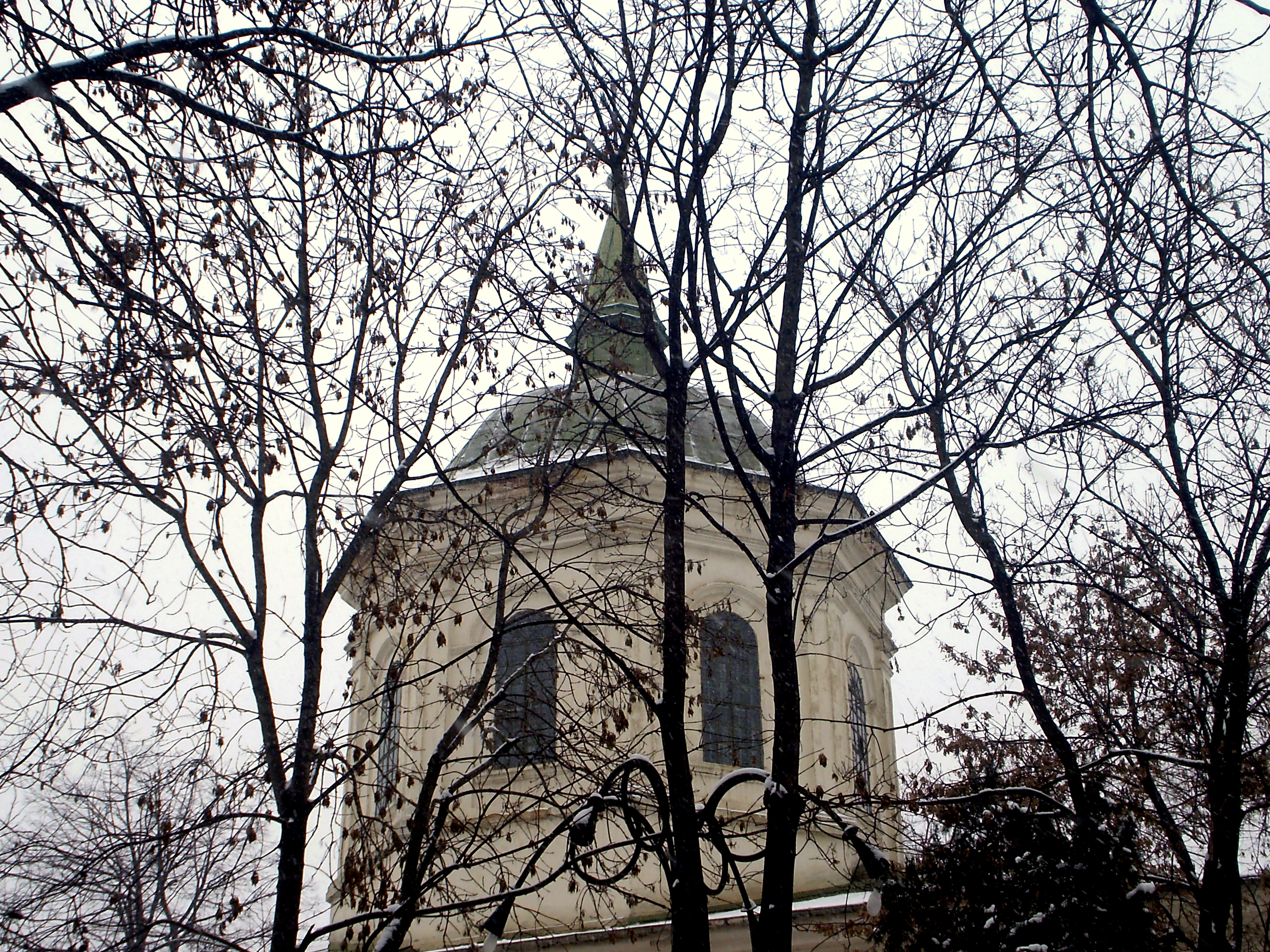
Iaşi, turla Bisericii Sf. Spiridon
Turnul Clopotniţă
Turnul Clopotniţă
Turnul Clopotniţă
Turnul Clopotniţă
Turnul Clopotniţă
Fântâna Spiridon
Fântâna Spiridon
Fântâna Spiridon
Fântâna Spiridon